# 데일 베그스미스
데일 베그스미스(영어: Dale Begg-Smith, 1985년 1월 18일 ~ )는 오스트레일리아의 프리스타일 스키 선수로 주 종목은 모굴이다. 캐나다 출신이며, 원래 캐나다에서 프리스타일 스키를 시작했으나, 16세 때 오스트레일리아로 이주하여 오스트레일리아 국가대표로 활동했다. 2006년 동계 올림픽에서 금메달, 2010년 동계 올림픽에서 은메달을 획득하였다. 
동생인 제이슨도 프리스타일 스키 선수이다.